# 萍洲可談
《萍洲可談》，宋朝朱彧著，凡三卷，成書於1119年。卷一記朝廷章典，卷二多記北宋末年廣州藩坊、市舶司之事，卷三記有王安石、司馬光、蘇轍、黃庭堅、沈括等人的事蹟，其中對蘇軾記載尤詳。
朱彧在王安石變法時屬新派人物，故此書對二蘇頗有微辭，對於執行新法的呂惠卿和舒亶又有好感。
原書早佚，最早的刻本是左圭《百川学海》的《可谈》，收55条。清朝開四庫館時，從《永乐大典》、左圭《百川學海》、陳繼儒《寶顏堂秘笈》等書節錄，得一百八十余条，编为三卷，「約略校計，已得其十之八九」，为四库文澜阁本。张海鹏《墨海金壺》来自四库本；钱熙祚将《墨海金壶》本，和《百川学海》本校订，刊入《守山閣叢書》。

2006年，中國學者李偉國点校《萍洲可談》，他以《墨海金壺》所本，與《百川學海》對校，又從《永樂大典》殘本《宋會要輯稿》、《玉芝堂谈荟》各辑录出一条佚文，附於卷末。